# Eleição primária do Partido Republicano de Nova Iorque em 2012
A eleição primária do Partido Republicano de Nova Iorque em 2012 será realizada em 24 de abril de 2012 Nova Iorque terá 95 delegados na Convenção Nacional Republicana.

## Resultados
| Eleição primária do Partido Republicano de Nova Iorque em 2012 | Eleição primária do Partido Republicano de Nova Iorque em 2012 | Eleição primária do Partido Republicano de Nova Iorque em 2012 | Eleição primária do Partido Republicano de Nova Iorque em 2012 |
| Candidato                                                      | Votos                                                          | Percentagem                                                    | Estimativa de delegados nacionais                              |
| -------------------------------------------------------------- | -------------------------------------------------------------- | -------------------------------------------------------------- | -------------------------------------------------------------- |
| Newt Gingrich                                                  | 0                                                              | 0%                                                             | 0                                                              |
| Ron Paul                                                       | 0                                                              | 0%                                                             | 0                                                              |
| Mitt Romney                                                    | 0                                                              | 0%                                                             | 0                                                              |
| Rick Santorum                                                  | 0                                                              | 0%                                                             | 0                                                              |
| Michele Bachmann                                               | 0                                                              | 0%                                                             | 0                                                              |
| Herman Cain                                                    | 0                                                              | 0%                                                             | 0                                                              |
| Jon Huntsman                                                   | 0                                                              | 0%                                                             | 0                                                              |
| Gary Johnson                                                   | 0                                                              | 0%                                                             | 0                                                              |
| Rick Perry                                                     | 0                                                              | 0%                                                             | 0                                                              |
| Totais                                                         |                                                                |                                                                |                                                                |

| Obs: | Desistiu da disputa |